# Famiglia Gennaro
La famiglia Genna era una potente famiglia criminale italo-americana, operante a Chicago, nell'Illinois, a partire dagli anni venti. Faceva parte del fenomeno noto come Cosa nostra statunitense ed era composta da sei dei sette fratelli Genna, originari di Marsala, detti anche "i terribili Genna" per il loro temperamento violento: Angelo, Antonio (Tony), Mike, Peter, Sam e Vincenzo (Jim) e Nicolò (rimasto sempre in Sicilia a fare il pastore)
Nel 1924, il giorno prima dei funerali del capo dell'Unione Siciliana Mike Merlo, Mike Genna, insieme ai killer John Scalisi e Albert Anselmi, uccidono Dean O'Banion, boss della famiglia criminale irlandese North Side Gang inaugurando così la guerra fra bande a Chicago. Gli irlandesi decimarono i Genna e costrinsero all'esilio i superstiti non tenendo conto del giovane e fedele Al Capone che (si narra) avrebbe vendicato i suoi amici successivamente con la strage di San Valentino.
Un potentissimo boss di questa cosca mafiosa è stato il siciliano Joe Aiello, acerrimo rivale di Al Capone che ha controllato Chicago negli anni venti durante il proibizionismo.